# Pagosa Springs
Pagosa Springs is een plaats (town) in de Amerikaanse staat Colorado, en valt bestuurlijk gezien onder Archuleta County.

## Demografie
Bij de volkstelling in 2000 werd het aantal inwoners vastgesteld op 1591.
In 2006 is het aantal inwoners door het United States Census Bureau geschat op 1684, een stijging van 93 (5.8%).

## Geografie
Volgens het United States Census Bureau beslaat de plaats een oppervlakte van
11,5 km², waarvan 11,4 km² land en 0,1 km² water. Pagosa Springs ligt op ongeveer 2172 m boven zeeniveau.

## Plaatsen in de nabije omgeving
De onderstaande figuur toont nabijgelegen plaatsen in een straal van 64 km rond Pagosa Springs.